# Turkmeni
Turkmeni (Türkmen nebo Түркмен, plurál Türkmenler nebo Түркменлер) jsou turkický národ žijící převážně ve středoasijských státech, jako je Turkmenistán, Afghánistán a severovýchodní Írán.
Jejich jazyk – turkmenština, patří do skupiny západoturkických jazyků, do oghuzské větve makrojazyků podskupiny „Šahz“, také nazývané „Turkic-i Kadim“ (mezi východní Torkama-ani jazyky).
Turkmeni mluví také dalšími turkickými jazyky. Turecky například mluví iráčtí Turkmeni v Iráku a jörüčtí Turkmeni v Turecku a na Balkáně.
Na celém světě žije odhadem 8 milionů Turkmenů, z toho největší část žije v Turkmenistánu (5 097 028 k červenci 2007).
Převládajícím náboženstvím je sunnitský islám.

### Externí odkazy

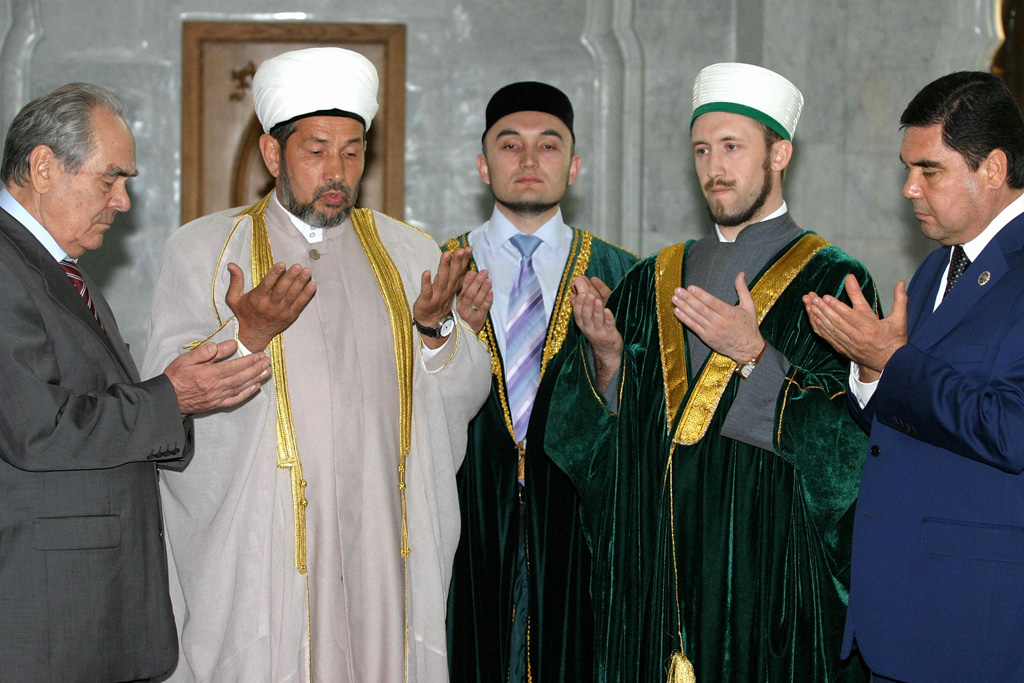
Gurbanguli Berdymuhamedov v mešitě Kul Šerif (Tatarstán)